# Paralecanium neomaritimum
Paralecanium neomaritimum är en insektsart som beskrevs av Takahashi 1950. Paralecanium neomaritimum ingår i släktet Paralecanium och familjen skålsköldlöss. Inga underarter finns listade i Catalogue of Life.